# Nilüfer Belediye Spor Kulübü 2023-2024 (pallavolo)
Questa voce raccoglie le informazioni riguardanti il Nilüfer Belediye Spor Kulübü nelle competizioni ufficiali della stagione 2023-2024.

## Stagione
Il Nilüfer Belediye Spor Kulübü non utilizza alcuna denominazione sponsorizzata nella stagione 2023-24.
Si classifica al settimo posto nella regular season di Sultanlar Ligi, accedendo ai play-off per il quinto posto, dove viene sconfitto in semifinale dal Galatasaray, prima di aggiudicarsi la finale per il settimo posto contro il Muratpaşa Sigorta Shop. In Coppa di Turchia viene invece eliminati ai quarti di finale, battuto dall'Eczacıbaşı.
Partecipa inoltre alla Challenge Cup, dove di spinge fino alle semifinale, dove viene eliminato dalle francesi del Neptunes de Nantes.

## Organigramma societario
Area direttiva
- Presidente: Tamer İşler

Area tecnica
- Allenatore: Vital Heynen (fino a marzo), Haluk Korkmaz (da marzo)
- Allenatore in seconda: Haluk Korkmaz (fino a marzo), Onur Çoban (da marzo)
- Assistente allenatore: Onur Çoban (fino a marzo)
- Scoutman: Emre Yanık

## Rosa
| N° | Nome               | Ruolo | Data di nascita  | Nazionalità sportiva |
| -- | ------------------ | ----- | ---------------- | -------------------- |
| 1  | Oleksandra Milenko | S     | 29 giugno 1999   | Ucraina              |
| 2  | Merve Öztürk       | S     | 4 maggio 2000    | Turchia              |
| 3  | Aslı Aşçıoğlu      | C     | 20 aprile 1996   | Turchia              |
| 4  | Sena Ibişoğlu      | L     | 24 gennaio 2007  | Turchia              |
| 5  | Cansu Bir          | L     | 12 giugno 2004   | Turchia              |
| 6  | Lila Şengün        | P     | 2 marzo 2002     | Turchia              |
| 7  | Nazlı Kafkas       | P     | 16 novembre 2001 | Turchia              |
| 8  | Eylül Akarçeşme    | L     | 1º ottobre 1999  | Turchia              |
| 10 | Ece Eke            | C     | 27 gennaio 2001  | Turchia              |
| 11 | Lucille Gicquel    | O     | 13 novembre 1997 | Francia              |
| 14 | Laura Künzler      | S     | 25 dicembre 1996 | Svizzera             |
| 15 | Deniz Uyanık       | C     | 25 giugno 2001   | Turchia              |
| 17 | Marija Jordanova   | S     | 25 maggio 2002   | Bulgaria             |
| 95 | Beliz Başkır       | C     | 26 dicembre 1998 | Turchia              |

## Statistiche

### Statistiche di squadra
| Competizione     | Punti | In casa | In casa | In casa | In trasferta | In trasferta | In trasferta | Totale | Totale | Totale |
| Competizione     | Punti | G       | V       | P       | G            | V            | P            | G      | V      | P      |
| ---------------- | ----- | ------- | ------- | ------- | ------------ | ------------ | ------------ | ------ | ------ | ------ |
| Sultanlar Ligi   | 34    | 15      | 8       | 7       | 15           | 6            | 9            | 30     | 14     | 16     |
| Coppa di Turchia | -     | 0       | 0       | 0       | 1            | 0            | 1            | 3      | 1      | 2      |
| Challenge Cup    | -     | 5       | 4       | 1       | 5            | 4            | 1            | 10     | 8      | 2      |
| Totale           | -     | 20      | 12      | 8       | 21           | 10           | 11           | 43     | 23     | 20     |

G = partite giocate; V = partite vinte; P = partite perse

### Statistiche dei giocatori
| Giocatrice   | Campionato | Campionato | Campionato | Campionato | Campionato | Coppa di Turchia | Coppa di Turchia | Coppa di Turchia | Coppa di Turchia | Coppa di Turchia | Challenge Cup | Challenge Cup | Challenge Cup | Challenge Cup | Challenge Cup | Totale | Totale | Totale | Totale | Totale |
| Giocatrice   | P          | PT         | AV         | MV         | BV         | P                | PT               | AV               | MV               | BV               | P             | PT            | AV            | MV            | BV            | P      | PT     | AV     | MV     | BV     |
| ------------ | ---------- | ---------- | ---------- | ---------- | ---------- | ---------------- | ---------------- | ---------------- | ---------------- | ---------------- | ------------- | ------------- | ------------- | ------------- | ------------- | ------ | ------ | ------ | ------ | ------ |
| E. Akarçeşme | 30         | 0          | 0          | 0          | 0          | 3                | 0                | 0                | 0                | 0                | 7             | 0             | 0             | 0             | 0             | 40     | 0      | 0      | 0      | 0      |
| A. Aşçıoğlu  | 17         | 37         | 20         | 13         | 4          | 1                | 0                | 0                | 0                | 0                | 7             | 30            | 13            | 11            | 6             | 25     | 67     | 33     | 24     | 10     |
| B. Başkır    | 29         | 219        | 145        | 46         | 28         | 1                | 12               | 8                | 3                | 1                | 6             | 31            | 15            | 12            | 4             | 36     | 262    | 168    | 61     | 33     |
| C. Bir       | 2          | 0          | 0          | 0          | 0          | 1                | 0                | 0                | 0                | 0                | 3             | 0             | 0             | 0             | 0             | 6      | 0      | 0      | 0      | 0      |
| E. Eke       | 6          | 2          | 1          | 1          | 0          | 2                | 9                | 5                | 3                | 1                | 5             | 5             | 3             | 1             | 1             | 13     | 16     | 9      | 5      | 2      |
| L. Gicquel   | 30         | 476        | 389        | 41         | 46         | 3                | 58               | 49               | 6                | 3                | 9             | 130           | 110           | 13            | 7             | 42     | 664    | 548    | 60     | 56     |
| S. Ibişoğlu  | 3          | 0          | 0          | 0          | 0          | 0                | 0                | 0                | 0                | 0                | 1             | 0             | 0             | 0             | 0             | 4      | 0      | 0      | 0      | 0      |
| M. Jordanova | 29         | 196        | 171        | 14         | 11         | 3                | 22               | 17               | 1                | 4                | 9             | 76            | 66            | 3             | 7             | 41     | 294    | 254    | 18     | 22     |
| N. Kafkas    | 28         | 35         | 11         | 3          | 21         | 3                | 0                | 0                | 0                | 0                | 7             | 9             | 3             | 1             | 5             | 38     | 44     | 14     | 4      | 26     |
| L. Künzler   | 28         | 365        | 294        | 27         | 44         | 3                | 30               | 24               | 5                | 1                | 8             | 117           | 95            | 12            | 10            | 39     | 512    | 413    | 44     | 55     |
| O. Milenko   | 28         | 224        | 186        | 16         | 22         | 2                | 12               | 11               | 1                | 0                | 8             | 58            | 48            | 1             | 9             | 38     | 294    | 245    | 18     | 31     |
| M. Öztürk    | 27         | 10         | 7          | 0          | 3          | 1                | 0                | 0                | 0                | 0                | 9             | 17            | 11            | 1             | 5             | 37     | 27     | 18     | 1      | 8      |
| L. Şengün    | 28         | 41         | 14         | 15         | 12         | 3                | 7                | 0                | 4                | 3                | 9             | 23            | 11            | 10            | 2             | 40     | 71     | 25     | 29     | 17     |
| D. Uyanık    | 29         | 236        | 150        | 69         | 17         | 3                | 32               | 21               | 8                | 3                | 9             | 88            | 58            | 23            | 7             | 41     | 356    | 229    | 100    | 27     |

P = presenze; PT = punti totali; AV = attacchi vincenti; MV = muri vincenti; BV = battute vincenti